# Сокровища русского зодчества
«Сокровища русского зодчества» — научно-популярная серия книг по истории архитектурных памятников древних русских городов, православных монастырей, дворянских усадеб. Первоначально выпускалась Институтом истории и теории архитектуры и Издательством Академии архитектуры СССР, под общей редакцией академика В. А. Веснина (1882—1950) и профессора Д. Е. Аркина (1899—1957). Картонная обложка карманного формата и достаточный тираж делали серию доступной массому читателю. 
Первые книги серии готовились к печати и издавались в 1943—1944 году, в тяжёлое время Великой Отечественной войны (1941—1945), когда потребовался возврат к традиционным ценностям русской культуры для подъёма патриотизма и боевого духа народа. После окончания войны стала выпускаться в таком же оформлении серия «Сокровища зодчества народов СССР», расширившая географию представленных памятников.
Выявлено 26 книг этой серии.

## Книги серии (по годам издания)
1944
- Аркин Д. Е. 
Монументальная скульптура Ленинграда. — М.: Изд-во Академии архитектуры СССР, 1944. — 80 с. — (Сокровища русского зодчества). — 5000 экз.
- Варганов А. Д. 
Суздаль. — М.: Изд-во Академии архитектуры СССР, 1944. — 64 с. — (Сокровища русского зодчества). — 5000 экз.
- Соловьёв К. А. 
Останкино. — М.: Изд-во Академии архитектуры СССР, 1944. — 64 с. — (Сокровища русского зодчества). — 5000 экз.
- Виноградов Н. Д. 
Троице-Сергиева Лавра. — М.: Изд-во Академии архитектуры СССР, 1944. — 63 с. — (Сокровища русского зодчества). — 5000 экз.

1945
- Безсонов С. В. 
Ростов Великий. — М.: Изд-во Академии архитектуры СССР, 1945. — 96 с. — (Сокровища русского зодчества). — 10 000 экз.
- Воронин Н. Н. 
Владимир. — М.: Изд-во Академии архитектуры СССР, 1945. — (Сокровища русского зодчества). — 5000 экз.
- Ильин М. А. 
Рязань. — М.: Изд-во Академии архитектуры СССР, 1945. — (Сокровища русского зодчества). — 10 000 экз.
- Топуридзе К. Т. 
Казань. — М.: Изд-во Академии архитектуры СССР, 1945. — 96 с. — (Сокровища русского зодчества). — 10 000 экз.

1946
- Акимов А. Ф. 
Кусково. — М.: Изд-во Академии архитектуры СССР, 1946. — 96 с. — (Сокровища русского зодчества). — 20 000 экз.
- Иванов В. Н. 
Ярославль. — М.: Изд-во Академии архитектуры СССР, 1946. — 118 с. — (Сокровища русского зодчества). — 20 200 экз.
- Каргер М. К. 
Новгород Великий. — М.: Изд-во Академии архитектуры СССР, 1946. — 184 с. — (Сокровища русского зодчества). — 20 000 экз.
- Торопов С. А., Щепетов К. Н. 
Иосифо-Волоколамский монастырь. — М.: Изд-во Академии архитектуры СССР, 1946. — 98 с. — (Сокровища русского зодчества). — 20 200 экз.

1947
- Агафонов С. Л. 
Горький—Нижний Новгород. — М.: Изд-во Академии архитектуры СССР, 1947. — 48 с. — (Сокровища русского зодчества).
- Монгайт А. Л. 
Муром. — М.: Изд-во Академии архитектуры СССР, 1947. — [90] с. — (Сокровища русского зодчества). — 20 000 экз.
- Торопов С. А. 
Подмосковные усадьбы. — М.: Изд-во Академии архитектуры СССР, 1947. — [102] с. — (Сокровища русского зодчества). — 20 000 экз.

1948
- Воронин Н. Н. 
Переславль Залесский. — М.: Изд-во Академии архитектуры СССР, 1948. — (Сокровища русского зодчества). — 10 000 экз.
- Кипарисова А. А. 
Тула. — М.: Изд-во Академии архитектуры СССР, 1948. — 92 с. — (Сокровища русского зодчества). — 15 000 экз.
- Михайловский Е. В. 
Углич. — М.: Изд-во Академии архитектуры СССР, 1948. — 88 с. — (Сокровища русского зодчества). — 20 000 экз.
- Тихомиров Н. Я. 
Звенигород. — М.: Изд-во Академии архитектуры СССР, 1948. — 49, [26] с. — (Сокровища русского зодчества).

1950
- Лавров В. А., Максимов П. Н. 
Псков. — М.: Изд-во Академии архитектуры СССР, 1950. — 72 с. — (Сокровища русского зодчества). — 6000 экз.

1955
- Иванов В. Н., Фехнер М. В. 
Кострома. — М.: Гос. изд-во литературы по строительству и архитектуре, 1955. — 118 с. — (Сокровища русского зодчества).

1957
- Шемшурина Е. Н. 
Царицыно. — М.: Гос. изд-во литературы по строительству и архитектуре, 1957. — 108 с. — (Сокровища русского зодчества).

1958
- Соловьёв К. А. 
Останкино. — М.: Гос. изд-во литературы по строительству, архитектуре и строительным материалам, 1958. — 136 с. — (Сокровища русского зодчества). — 5000 экз.

1960
- Палентреер С. Н. 
Усадьба Вороново. — М.: Гос. изд-во литературы по строительству, архитектуре и строительным материалам, 1960. — 84 с. — (Сокровища русского зодчества). — 2200 экз.

## Книги серии (список)
1. Архитектурные ансамбли Ленинграда / В. Пилявский
2. Владимир / Н. Воронин
3. Горький—Нижний Новгород / С. Л. Агафонов
4. Звенигород / Н. Тихомиров
5. Иосифо-Волоколамский монастырь / С. Торопов, К. Щепетов
6. Казань / К. Топуридзе
7. Коломенское / В. Подключников
8. Кострома / В. Иванов, М. Фехнер
9. Кусково / А. Акимов
10. Монументальная скульптура Ленинграда / Д. Аркин
11. Муром / А. Монгайт
12. Новгород Великий / М. Каргер
13. Ораниенбаум / С. Земцов
14. Останкино / К. А. Соловьёв
15. Павловск / С. Земцов
16. Переславль-Залесский / Н. Воронин
17. Подмосковные усадьбы / С. Торопов
18. Псков / В. Лавров, П. Максимов
19. Ростов Великий / С. В. Безсонов
20. Рязань / М. Ильин
21. Суздаль / А. Варганов
22. Троице-Сергиева Лавра / Н. Виноградов
23. Тула / А. Кипарисова
24. Углич / Е. В. Михаиловский
25. Усадьба Вороново / С. Н. Палентреер
26. Царицыно / Е. Н. Шемшурина
27. Ярославль / В. Иванов

## Авторы книжной серии
- Агафонов, Святослав Леонидович (1911—2002)
- Акимов, Алексей Фёдорович (1901—1969)
- Аркин, Давид Ефимович (1899—1957)
- Безсонов, Сергей  Васильевич (1885—1955)
- Варганов, Алексей Дмитриевич (1905—1977)
- Виноградов, Николай Дмитриевич (1885—1980)
- Воронин, Николай Николаевич (1904—1976)
- Земцов, Станислав Маркович (1906—1983)
- Иванов, Владимир Николаевич (1905—1991)
- Ильин, Михаил Андреевич (1903—1981)
- Каргер, Михаил Константинович (1903—1976)
- Кипарисова, Анна Александровна (1903—1987)
- Лавров, Виталий Алексеевич (1902—1988)
- Максимов, Пётр Николаевич (1903—1972)
- Михайловский, Евгений Васильевич (1907—1993[1])
- Монгайт, Александр Львович (1915—1974)
- Палентреер, Софья Николаевна (1900—1981)
- Пилявский, Владимир Иванович (1910—1984)
- Подключников, Вячеслав Николаевич (1902—1944)[2][3]
- Соловьёв, Кирилл Алексеевич (1890—1966)
- Тихомиров, Николай Яковлевич (1883—1973)[4][5]
- Топуридзе, Константин Тихонович (1904—1977)
- Торопов, Сергей Александрович (1882—1964)
- Фехнер, Маргарита Васильевна (1903—1981)
- Шемшурина, Елена Николаевна (1921—?)
- Щепетов, Константин Никанорович (1885—1968)[6]